# Рукомиш
Руко́миш — село в Україні, у Бучацькій міській громаді Чортківського району Тернопільської області. Підпорядковувалося колишній Заривинецькій сільраді. Розташоване на правому березі р. Стрипа, за 5 км від Бучачу і за 7 км від найближчої залізничної станції Бучач.

Населення — 419 осіб (2007 р.).
Є родовище травертину.

## Історія

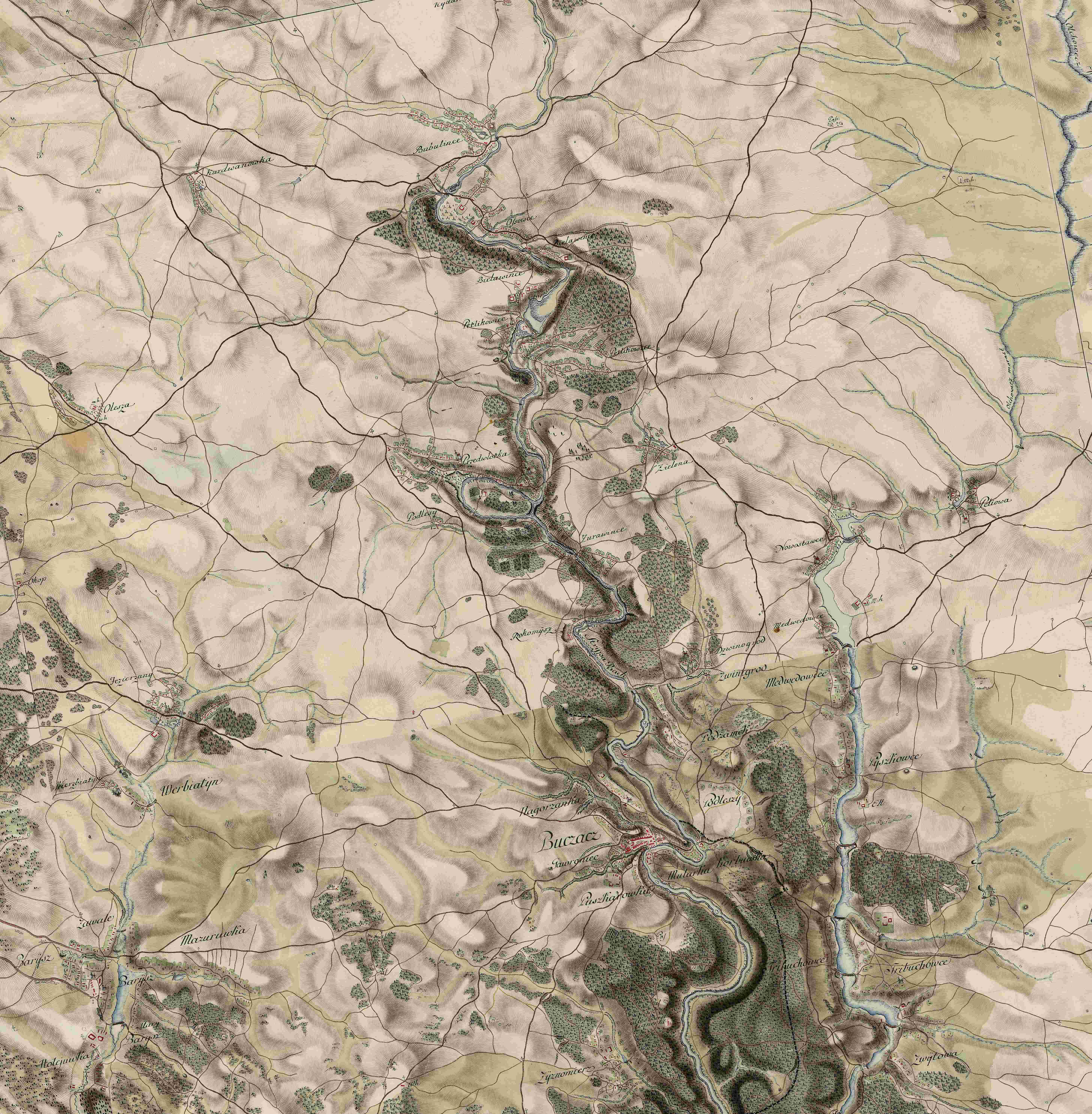
Рукомиш на мапі фон Міґа, XVIII ст.

Перша писемна згадка про село — 1379 р.; згадане в фундаційній грамоті шляхтича Міхала Авданця для костелу в Бучачі. Міхал Абданк з Бучача мав початково тут свою садибу[джерело?]. Авраам Авданець з Рукомиша згадується 14 серпня 1421 р. 15 травня 1443 р. Мачко — син Авданця з Рукомиша, подав позов проти Міхала «Мужила» Бучацького
Діяли товариства «Просвіта», «Сільський господар» тощо, кооператива.
У травертинових печерах біля Рукомиша в 1967 році переховувався підпільник з УПА Михайлецький Юрій, якого виявили кадебісти. Повстанець довгий час відстрілювався, потім облив гасом документи, підпалив та заживо згорів. Цей бій вважають останнім під час збройної боротьби повстанців проти окупантів. У  жовтні 2011 року на скелі біля села постав двометровий пам’ятник «Палаючому повстанцю». 
12 червня 2020 року, відповідно до розпорядження Кабінету Міністрів України № 724-р «Про визначення адміністративних центрів та затвердження територій територіальних громад Тернопільської області» увійшло до складу Бучацької міської громади.
19 липня 2020 року, в результаті адміністративно-територіальної реформи та ліквідації Бучацького району, увійшло до складу новоутвореного Чортківського району.
З 11 грудня 2020 р. належить до Бучацької міської громади.

## Населення

### Мова
Розподіл населення за рідною мовою за даними перепису 2001 року:
| Мова       | Кількість | Відсоток |
| ---------- | --------- | -------- |
| українська | 427       | 100%     |

## Політика

### Парламентські вибори, 2019
На позачергових парламентських виборах 2019 року у селі функціонувала окрема виборча дільниця № 610154, розташована у приміщенні клубу.
Результати
- зареєстровано 343 виборці, явка 72,59%, найбільше голосів віддано за «Слугу народу» — 26,32%, за «Європейську Солідарність» — 18,62%, за Всеукраїнське об'єднання «Батьківщина» — 16,60%.[11] В одномандатному окрузі найбільше голосів отримав Микола Люшняк (самовисування) — 39,76%, за Ігоря Сопеля (Слуга народу) — 16,47%, за Степана Брацюня (Конгрес українських націоналістів) — 12,05%[12].

## Соціальна сфера
Працюють ЗОШ I ступеня, ФАП, бібліотека, торговельний заклад.

## Релігія

### Священики
- о. Симеон Білинкевич, УГКЦ
- о. Йосип Білинкевич (УГКЦ, 1866—1916)
- о. Іван Лабій (УГКЦ, 1916-1920)
- о. Барановський (УГКЦ, 1921-1944)
- о. Михайло Суканець (УАПЦ, нині)

## Пам'ятки
У селі зберігся храм колишнього печерного монастиря (вважають, що перші ченці поселились тут наприкінці XIII століття).
Є мурована церква святого Онуфрія (1768 року, освячена деканом о. Хадзинським; у ній зберігається скульптура цього святого (Онуфрія Великого) XVIII століття — як вважають, роботи славетного Івана Георгія Пінзеля), каплички (1856 р., 2006 р.), «фігура» Матері Божої, Хресна дорога (2007 р.).
Пам'ятки природи: Рукомиський явір, скелі.
- Поселення Рукомиш II[d] (черняхівська культура (III—IV ст. н. е.); давньоруський час (XII—XIII ст.));
- Поселення Рукомиш III[d] (голіградська культура (XI—VII ст. до н. е.); західноподільська група скіфського часу (II пол. VII — V (можливо IV) ст. до н. е.); давньоруський час (XII—XIII ст.));
- Поселення Рукомиш IV[d] (трипільська культура (IV — кін. III тис. до н. е.); ранній залізний вік (І тис. до н. е.); давньоруський час (XII—XIII ст.));

## Відомі люди

### народилися
- о. Василь Білінський (у світі Василь Іванович Білінський; 4 квітня 1909, с. Рукомиш — 28 липня 1989) — підпільний священик УГКЦ, душпастирював у с. Прибин Перемишлянського району. Похований на цвинтарі с. Прибин.
- Михайлецький Юрій — вояк УПА.

### перебували
Віктор Ющенко

## Світлини

Вигляд на Стрипу від церкви святого Онуфрія
Одна зі стацій Хресної дороги
Вигляд на церкву святого Онуфрія
Вигляд на печерний храм
Келія печерного храму
Доріжка печерного храму
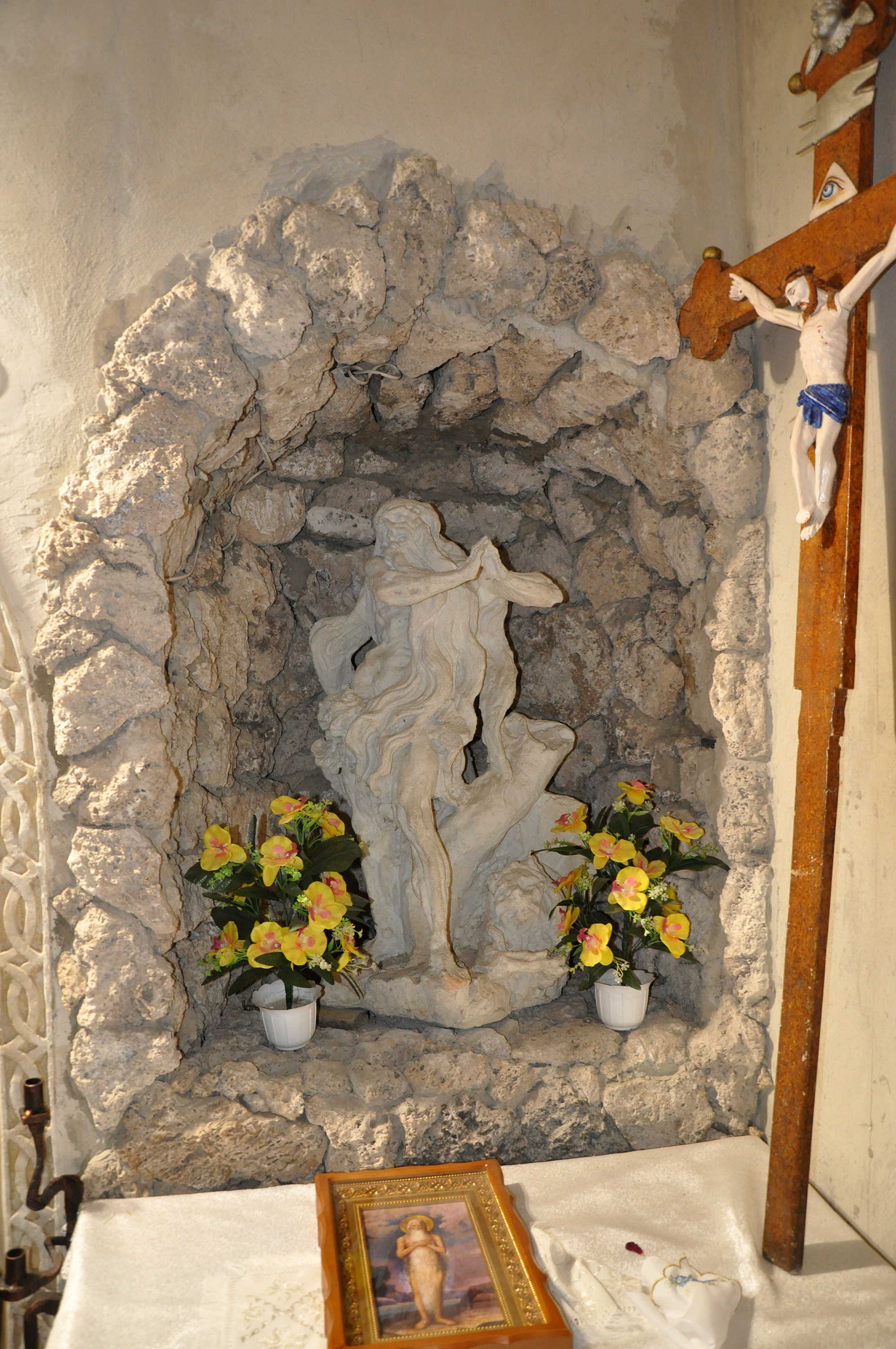
Скульптура святого Онуфрія
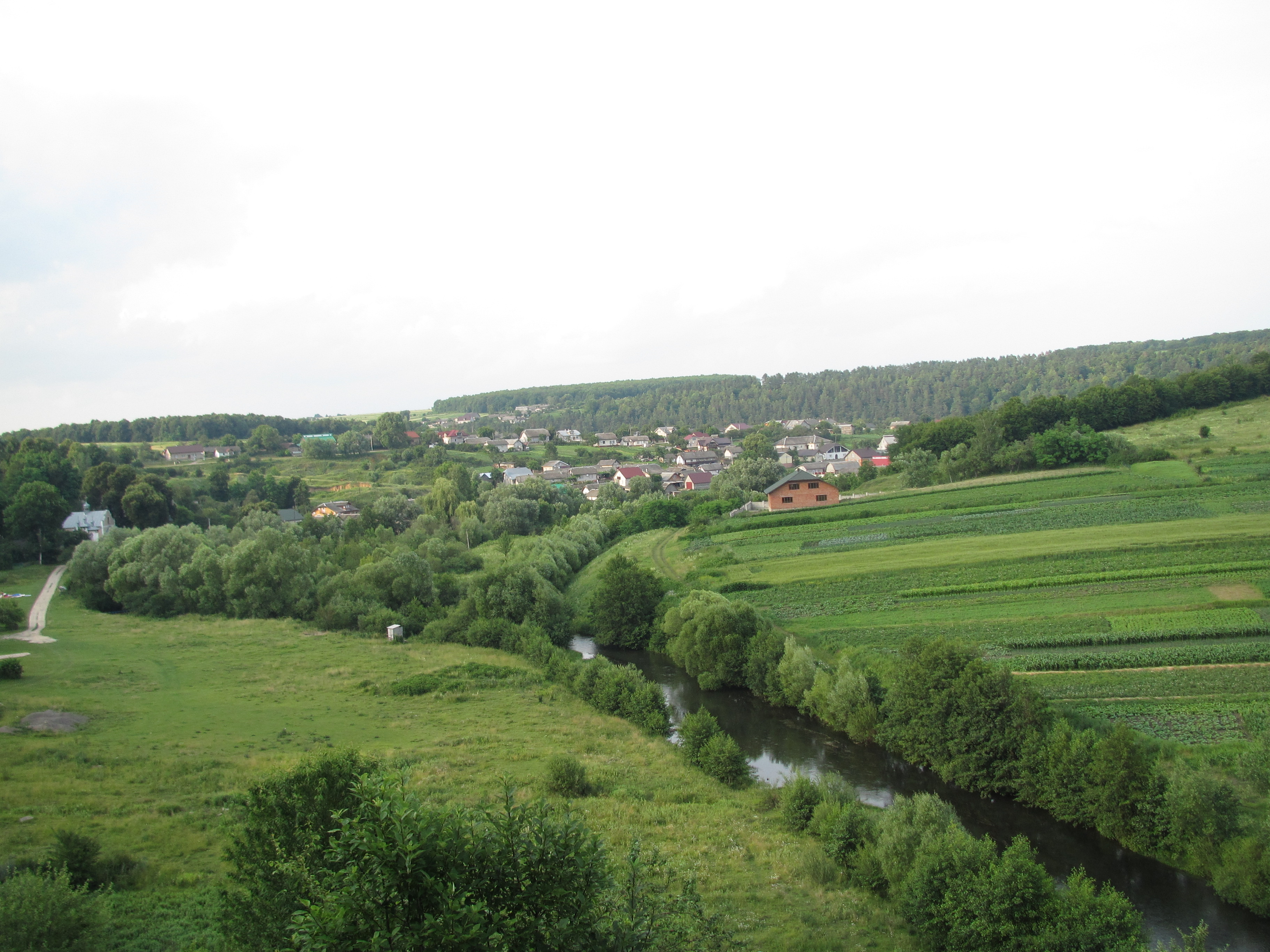
Панорама села
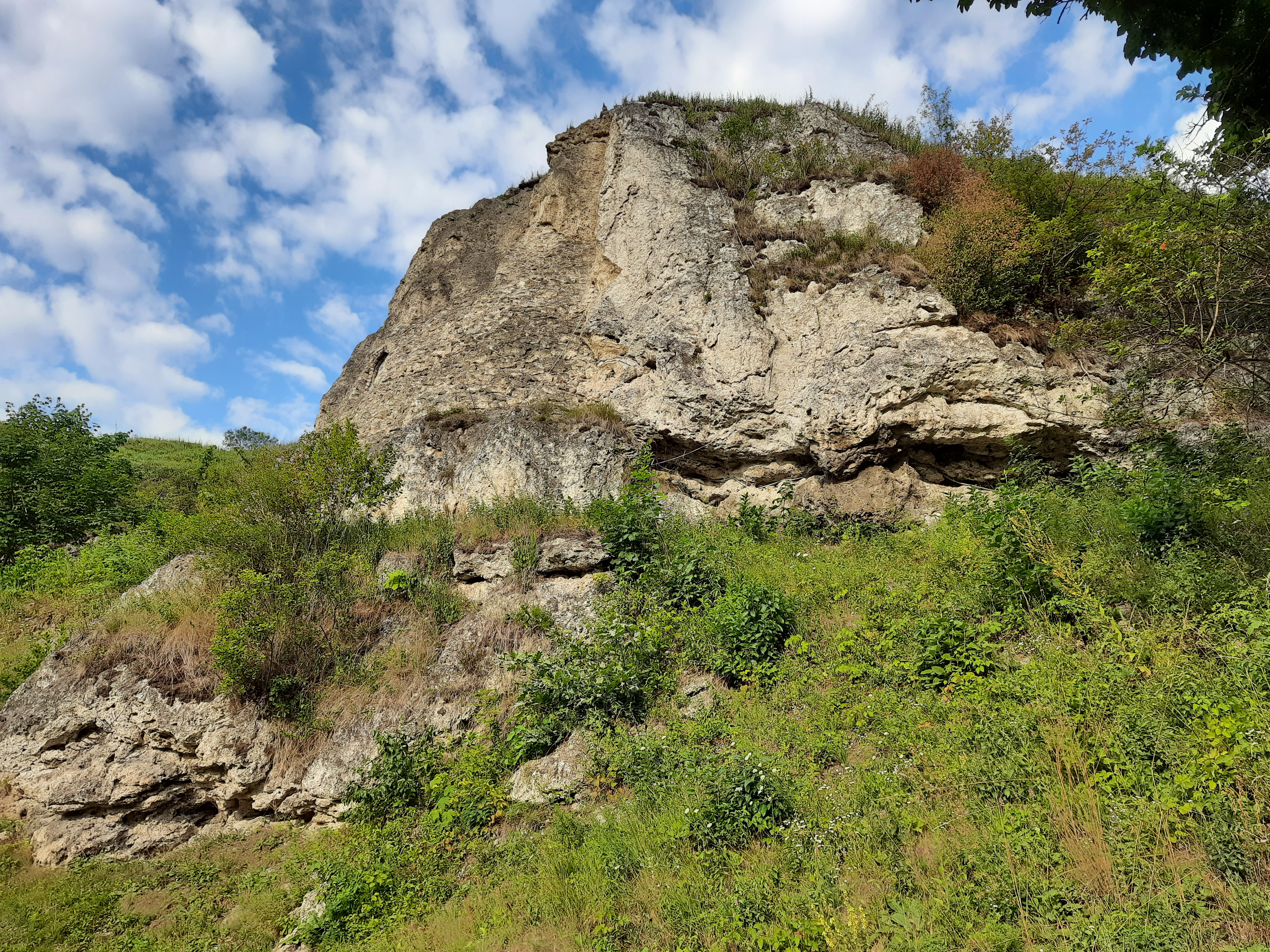
Рукомиські скелі